# Thierry Lacroix
Pour les articles homonymes, voir Lacroix.
Pas d'image ? Cliquez ici

a Compétitions nationales et continentales officielles uniquement.

b Matchs officiels uniquement.
Dernière mise à jour le 6 juin 2010.
Thierry Lacroix, né le 2 mars 1967 à Nogaro (Gers), est un joueur international français de rugby à XV, jouant aux postes de demi d'ouverture ou de centre.
Il commence sa carrière en 1987 à l'US Dax, où il joue durant huit ans jusqu'à son départ pour l'Afrique du Sud en 1995. Il rejoint alors les Natal Sharks avec qui il remporte la Currie Cup deux ans d'affilée. En 1997 il arrive en Angleterre, où il s'engage avec les Harlequins, puis les Saracens en 1999. En 2000, il retourne en France, à l'USA Perpignan, avant de finir sa carrière au Castres olympique de 2002 à 2004.
En parallèle de sa carrière en Club, Thierry Lacroix joue avec le XV de France durant huit ans, de 1989 à 1997. Avec les Bleus, il remporte le Tournoi des Cinq Nations en 1993 et termine troisième de la Coupe du monde en 1995.

## Biographie

### Jeunesse et formation
Thierry Lacroix naît le 2 mars 1967 à Nogaro, dans le Gers. Il fait partie d'une famille de sportif, avec un père ayant pratiqué le rugby à XV et une mère basketteuse. Son frère jumeau Pascal deviendra plus tard joueur de rugby également. Thierry Lacroix pratique dans sa jeunesse la pelote basque, le football et le rugby, ayant joué neuf ans au Saint-Paul SR avant de rejoindre l'US Dax. Après avoir obtenu le baccalauréat, il fait des études de kinésithérapie et ouvre un cabinet à Dax, avec son frère,.

### Débuts à Dax puis en équipe de France (1987-1995)
Thierry Lacroix commence sa carrière en 1987 avec l'US Dax. En 1988, les Dacquois sont en finale du Challenge Yves du Manoir. Dans une rencontre face au Stade toulousain, Lacroix est titulaire et les Landais sont battus de deux points 15 à 13.
Thierry Lacroix connaît sa première sélection le 4 novembre 1989 contre l'Australie, lorsqu'il entre en cours de jeu dans une défaite 15-32. Une semaine plus tard, il est titularisé pour la première fois avec les Bleus pour le second match face aux Wallabies. Il réalise un bon match, marquant plusieurs pénalités permettant à la France de s'imposer 25 à 19.
Après un an d'absence en sélection, il fait son retour en sélection pour le Tournoi des Cinq Nations 1991. Quelques mois plus tard, il est appelé par Daniel Dubroca pour sa première Coupe du monde, en 1991. Il joue deux matchs de poule contre la Roumanie puis le Canada. Avec trois victoires en trois matchs, les Français se qualifient pour les quarts de finale du Mondial, mais sont éliminés à ce stade de la compétition par l'Angleterre, après une défaite 19 à 10.
En 1993, il est rappelé avec le XV de France pour le Tournoi des Cinq Nations. Avec trois victoires en quatre matchs, la France remporte le tournoi pour la première fois depuis quatre ans,.
Bon buteur, il est le meilleur réalisateur du championnat de France 1994 avec 297 points.
Au mois de mars 1995, il est sélectionné en équipe de France par Pierre Berbizier dans un groupe de 26 joueurs pour la Coupe du monde se déroulant en Afrique du Sud. Durant ce Mondial, les Français terminent premier de leur poule, puis sont éliminés en demi-finale de la compétition par les Springboks qui remportent ensuite le trophée. Pour la troisième place, le XV de France affronte l'Angleterre et s'impose 19 à 9, terminant ainsi sur le podium. Avec 112 points marqués, Thierry Lacroix termine meilleur réalisateur de la compétition,.

### Passage en Afrique du Sud puis en Angleterre (1995-2000)
Après le Mondial, Thierry Lacroix quitte la France pour l'Afrique du Sud et rejoint les Natal Sharks, en compagnie de son compatriote Olivier Roumat. Ils sont alors accusés de venir ici pour « prendre de l'argent et passer des vacances ». Cependant, les deux français s'intègrent rapidement dans leur nouvelle équipe, entraînée par le zimbabwéen Ian McIntosh. Ils participent à la Currie Cup 1995. Cette année, les Natal Sharks atteignent la finale de la compétition. Pour cette rencontre ils affrontent la Western Province où évolue notamment  Laurent Cabannes. Lacroix est titularisé à l'ouverture et marque six pénalités et une transformation permettant aux Natal Sharks de remporter la finale sur le score de 25 à 17. Les deux français deviennent ainsi les premiers Français à remporter ce trophée. Il remportent par la même occasion le premier titre de leur carrière, après n'avoir rien gagné en dix ans à Dax,. L'année suivante, il continue de jouer pour l'équipe sud-africaine et il remporte de nouveau la Currie Cup, mais ne participe pas à la finale remportée 33-15 face aux Golden Lions. Lacroix quitte les Natal Sharks à la suite de ce second titre.
À la suite de ce départ en Afrique du Sud, la Fédération française de rugby dirigée par Bernard Lapasset décide de suspendre Thierry Lacroix de l'équipe de France pour les mois d'octobre et novembre 1995. Puis, il fait son retour avec le XV de France lorsqu'il est sélectionné pour le Tournoi des Cinq Nations 1996. Pour le premier match du tournoi, contre l'Angleterre, il est titularisé en compagnie de trois autres Dacquois : Olivier Roumat, Richard Dourthe et Fabien Pelous, ce qui est un record. En effet, c'est la première fois qu'autant de joueurs de l'US Dax sont titularisés pour un même match. Seulement trois joueurs du club avaient déjà été alignés en même temps pour un match de la France : Jean-Pierre Lux, Claude Dourthe et Jean-Pierre Bastiat, dans les années 1970. Son retour permet aux Bleus de retrouver un grand buteur, nécessaire pour ce type de confrontation, en particulier depuis la retraite internationale de Christophe Deylaud. Avec seulement deux victoires, la France termine à la troisième place de ce tournoi.
De retour en Europe, il rejoint l'Angleterre et le club des Harlequins en 1997, où il retrouve Laurent Bénezech et Laurent Cabannes,. Il y réalise de bons matchs, notamment en Coupe d'Europe, ce qui séduit Jean-Claude Skrela et Pierre Villepreux qui l'appellent en équipe de France pour la Coupe Latine 1997, malgré son « exil ». La France remporte cette coupe. Un mois plus tard, il joue son dernier match avec le XV de France lors d'une lourde défaite 10-52 face à l'Afrique du Sud.
Après deux ans passés avec les Harlequins, Thierry Lacroix continue son aventure en Angleterre et rejoint les Saracens pour la saison 1999-2000.

### Fin de carrière en France (2000-2004)
Cinq ans après l'avoir quittée, Thierry Lacroix fait son retour en France en 2000 et s'engage avec l'USA Perpignan. Il y joue jusqu'en 2002 avant de partir au Castres olympique,. En 2003, il est titulaire lors de la finale du Bouclier européen remportée sur le score de 40 à 12 avec le CO contre les Gallois du Caerphilly RFC.
En 2004, il prend sa retraite sportive après presque vingt ans de carrière, à l'âge de 37 ans.
Il détenait le record de points marqués en équipe de France en Coupe du monde, record battu le 1er octobre 2015 par Frédéric Michalak contre le Canada lors de la coupe du monde 2015 de rugby.

### Après carrière
Il devient ensuite consultant rugby pour la télévision. Il est d'abord consultant sur France Télévisions, il commente sur France 2 la Coupe du monde 1999, la Coupe d'Europe, de 1999 à 2005, et le Tournoi des Six Nations, de 2000 à 2006, avec Pierre Salviac jusqu'en 2005, puis Jean Abeilhou en 2006. En 2004, il assure en compagnie de Pierre Salviac la version française des commentaires du jeu vidéo World Championship Rugby.
Il quitte ensuite France Télévisions pour rejoindre TF1 et Eurosport. Il commente les meilleurs matchs de Coupe du monde sur TF1 en 2007 avec Thierry Gilardi et en 2011 avec Christian Jeanpierre. En 2013, il devient aussi consultant pour Eurosport. En 2015, il commente les matchs de second choix de la Coupe du monde toujours sur TF1 avec Nicolas Delage, laissant les matchs de premier choix au duo Christian Jeanpierre-Bernard Laporte.
Il est, à compter de la saison 2017-2018, chargé de la stratégie et du développement au SO Chambéry, en Fédérale 1. Six mois après sa prise de fonction au SO Chambéry, il remet sa démission pour raisons personnelles et familiales. Fin juin 2019, il rejoint le Rugby club Orléans au poste de directeur du rugby. D'un commun accord, les deux parties se séparent fin mars 2020.
Le 1er juillet 2020, il devient responsable commercial du pôle régional Sud chez DataSolution.

## Statistiques en équipe nationale
Thierry Lacroix dispute 43 sélections en équipe de France au cours desquels il marque 367 points. Il a pris part à cinq éditions du Tournoi des Cinq Nations Nations en 1991, 1993, 1994, 1995 et 1996, et à deux Coupes du monde en 1991 et 1995,,.

## Palmarès

### En club
- US Dax
  - Finaliste du Challenge Yves du Manoir en 1988

- Natal Sharks
  - Vainqueur de la Currie Cup en 1995 et 1996

- Castres olympique
  - Vainqueur du Bouclier européen en 2003

### En sélection nationale
- France
  - Vainqueur du Tournoi des Cinq Nations en 1993
  - Vainqueur de la Coupe Latine en 1997

#### Tournoi des Cinq Nations
| Édition           | Rang | Résultats France | Résultats Lacroix | Matchs Lacroix |
| ----------------- | ---- | ---------------- | ----------------- | -------------- |
| Cinq Nations 1991 | 2    | 3 v, 0 n, 1 d    | 1 v, 0 n, 0 d     | 1/4            |
| Cinq Nations 1993 | 1    | 3 v, 0 n, 1 d    | 3 v, 0 n, 1 d     | 4/4            |
| Cinq Nations 1994 | 3    | 2 v, 0 n, 2 d    | 2 v, 0 n, 2 d     | 4/4            |
| Cinq Nations 1995 | 3    | 2 v, 0 n, 2 d    | 1 v, 0 n, 2 d     | 3/4            |
| Cinq Nations 1996 | 3    | 2 v, 0 n, 2 d    | 2 v, 0 n, 1 d     | 3/4            |

Légende : v = victoire ; n = match nul ; d = défaite ; la ligne est en gras quand il y a Grand Chelem.

#### Coupe du monde
| Édition             | Rang               | Résultats France | Résultats Lacroix | Matchs Lacroix |
| ------------------- | ------------------ | ---------------- | ----------------- | -------------- |
| Royaume-Uni 1991    | Quart-de-finaliste | 3 v, 0 n, 1 d    | 2 v, 0 n, 1 d     | 3/4            |
| Afrique du Sud 1995 | Troisième          | 5 v, 0 n, 1 d    | 5 v, 0 n, 1 d     | 6/6            |

Légende : v = victoire ; n = match nul ; d = défaite.

### Distinctions personnelles
- Meilleur réalisateur du Championnat de France en 1994 (297 points)
- Meilleur réalisateur de la Coupe du monde en 1995 (112 points)
- Oscars du Midi olympique :  Oscar d'Argent 1995
- Ancien meilleur réalisateur de l'équipe de France (367 points)